# Bibliothèque de Paloheinä
La bibliothèque de Paloheinä (finnois : Paloheinän kirjasto) est une bibliothèque de la section Paloheinä du quartier de Tuomarinkylä à Helsinki en Finlande,,.

## Présentation
La bibliothèque a été fondée en 1986 et elle est située dans le centre de services de Paloheina.
Le centre de service a été conçu par le cabinet d'architectes Bengt Lundsten. 
Les locaux de la bibliothèque ont été rénovés à l'automne 2019.
Le centre de santé de Paloheina fonctionne dans le même centre de services.

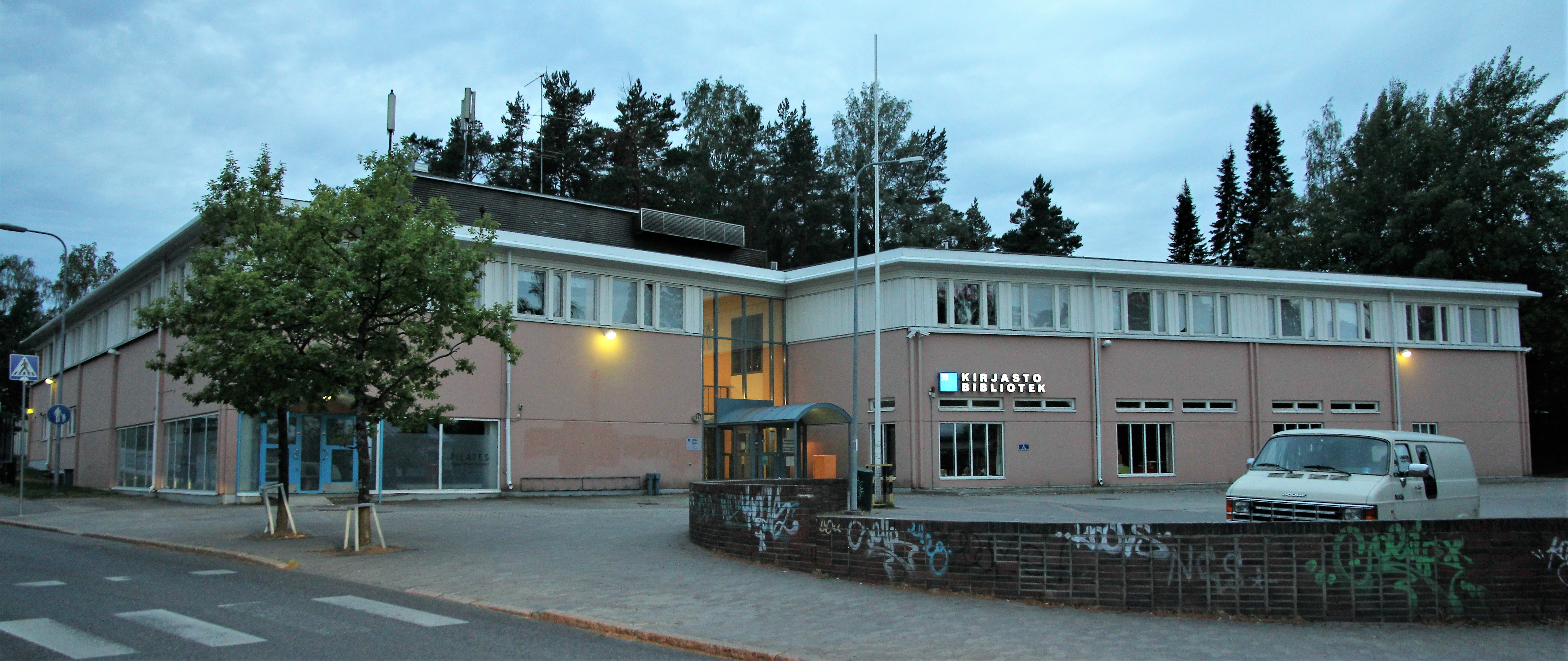
Bibliothèque et centre médical de Paloheinä.

## Groupement Helmet de bibliothèques
La bibliothèque de Paloheinä fait partie du groupement Helmet, qui est un groupement de bibliothèques municipales d'Espoo, d'Helsinki, de Kauniainen et de Vantaa ayant une liste de collections commune et des règles d'utilisation communes.